# Kongregace sester sv. Cyrila a Metoděje
Kongregace sester sv. Cyrila a Metoděje (Congregatio Sorrorum s SS. Cyrillo et Methodio; zkratka SCM uváděná za jménem) je ženská řeholní kongregace, věnující se především výchovné, vzdělávací a charitativní činnosti. Oděvem cyrilek jsou černé šaty s bílou vestou a černý závoj s bílým okrajem.
V USA působí stejnojmenná kongregace (zkratka SSCM).

## Historie

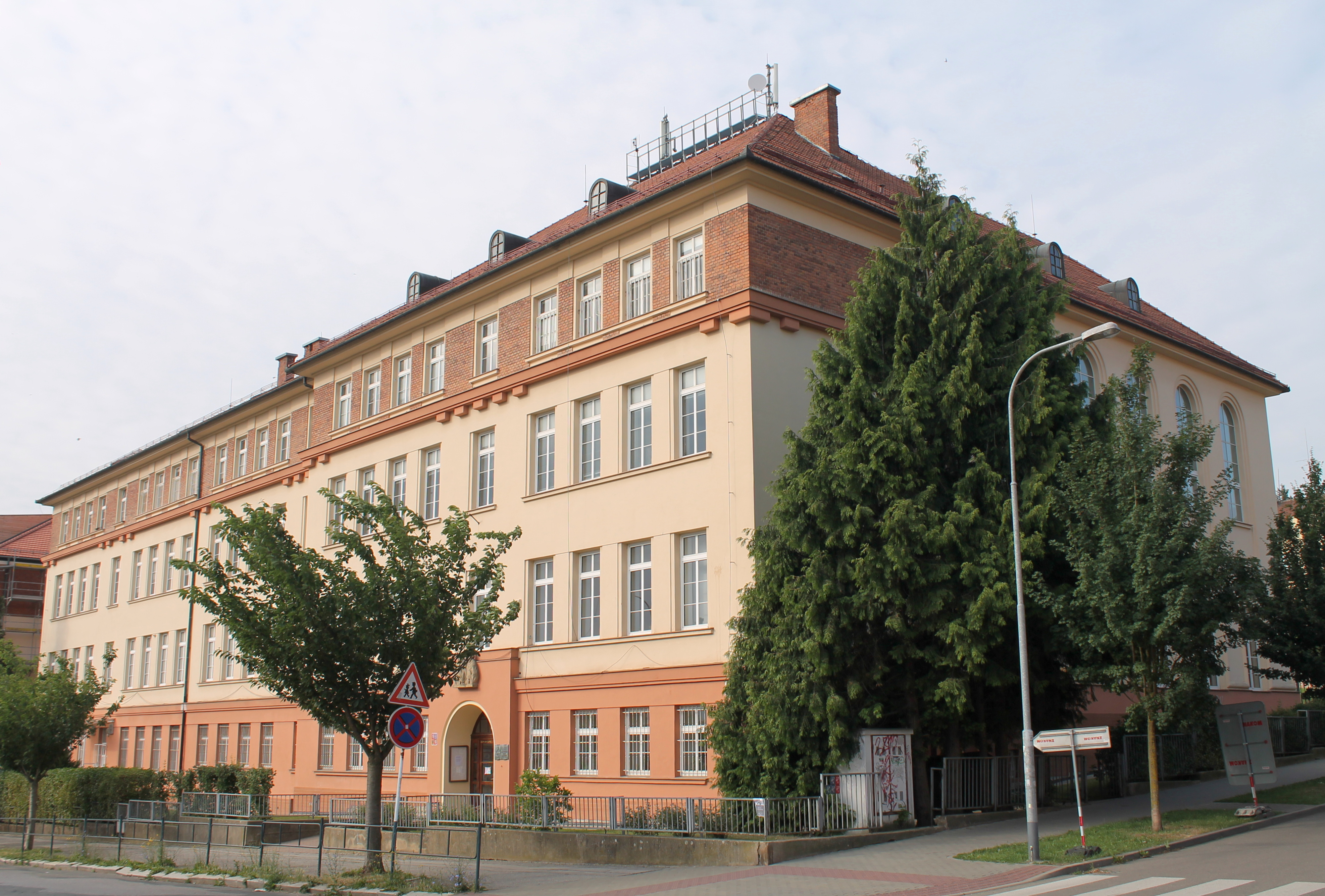
Cyrilometodějská církevní základní škola v Brně, původně sídlo kongregace

Duchovním otcem kongregace byl olomoucký arcibiskup Antonín Cyril Stojan, po jehož smrti založila dominikánská terciářka Růžena Nesvadbová (sestra Marie) laickou Družinu cyrilometodějskou pro kulturní a charitativní potřeby lidu na Moravě. Velmi krátce na to byl vybudován ústřední dům připravované kongregace, který byl situován v nově stavěné Masarykovy čtvrti v Brně. Tato budova byla dokončena v roce 1925 a kromě mateřince s kaplí svatého Cyrila a Metoděje zde byl umístěn ústav pro mentálně postižené děti s trojtřídní školou a také dívčí penzionát. Samotná kongregace, usilující o sbližování slovanských křesťanů, byla schválena díky aktivitě Jana Šrámka olomouckým arcibiskupem Leopoldem Prečanem v roce 1928, papežským dekretem pak roku 1975. V roce 1933 začala kongregace působit i na Slovensku.
V roce 1925 získala tehdejší družina kromě domu v Brně také exerciční dům Stojanov na Velehradě a koupila rovněž zámek ve Skaličce. Velehradský areál byl v následujících letech rozšířen o nově postavený ústav pro mentálně postižené děti, v Brně bylo naopak vedle mateřince vybudováno ve 30. letech klasické dívčí gymnázium. Obě brněnské budovy byly v roce 1940 zabrány pro válečné účely, po válce se sestrám vrátily. Roku 1950 však byly zabrány státem a v následujících desetiletích byly využívány jako školy. Sídlo kongregace bylo tehdy přesunuto na Stojanov, který se rozhodnutím představené stal ústavem sociální péče. Cyrilky zde mohly působit, část z nich však byla přesunuta do Krnova a posléze do Jindřichova. Na Velehradě sídlila do roku 1961 sestra Marie Nesvadbová; tehdy byla nuceně přesídlena do Bílé Vody. V roce 1969 se ve Stojanově konala první generální kapitula kongregace; tehdy zde působilo 34 sester. Filiální dům v zámku ve Skaličce zůstal po roce 1950 sociálním ústavem, ve kterém nadále mohly sestry působit. Odešly odtud v roce 1988.
Za komunistického režimu působily cyrilky v Brně v malých tajných komunitách. V roce 1988 zakoupily rodinný dům v Jiráskově (dnešní Masarykově) čtvrti, nedaleko svých zabraných budov, který v 90. letech upravily pro své potřeby. V roce 1991 se stal hlavním domem kongregace a o dva roky později hlavním domem její české provincie.
V roce 1990 byly kongregaci navráceny její zabrané budovy. V původním brněnském mateřinci zřídily sestry Cyrilometodějskou církevní základní školu, v sousední budově původního dívčího gymnázia potom Cyrilometodějské gymnázium a střední odbornou školu pedagogickou. Z velehradského Stojanova se stal opět exerciční dům a v jeho přístavbě zůstal ústav pro mentálně postižené. Druhá velehradská budova byla sestrami upravena a stal se z ní generální dům kongregace.

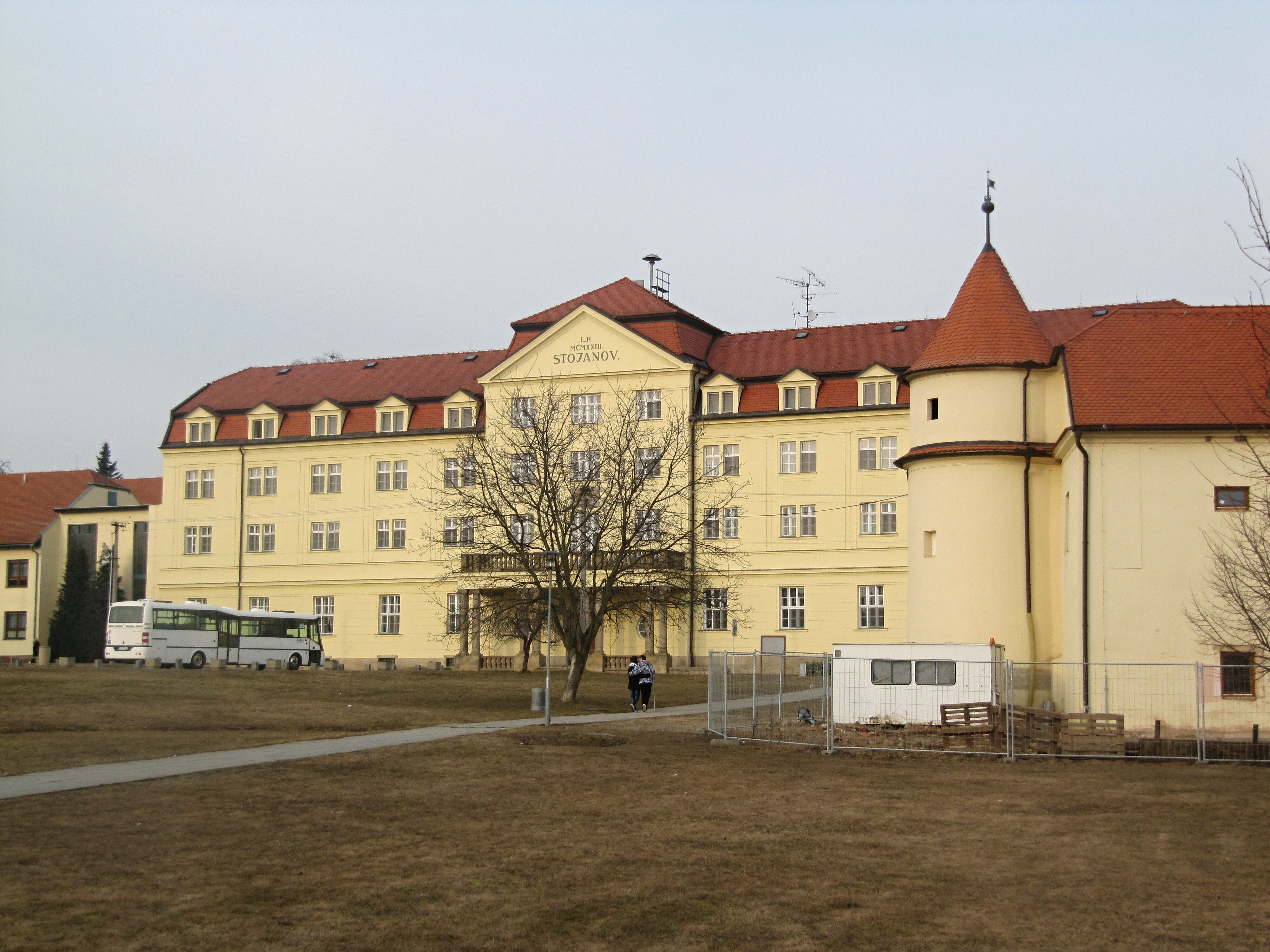
Dům Stojanov na Velehradě

Roku 1993 proběhla reforma kongregace, v rámci které byla rozdělena na českou a slovenskou provincii. V roce 1995 začaly cyrilky působit rovněž v Rusku. Odtud o dva roky později přešly na Ukrajinu, kde roku 2010 činnost ukončily.
V roce 2002 měla kongregace v Česku 80 členek. Roku 2017 působily cyrilky v Česku na Velehradě (generální dům), v Brně (sídlo provincie), v Olomouci a v Tetíně, na Slovensku potom Turzovce (sídlo provincie), Bratislavě a Seredi.

### Seznam generálních představených
- 1928–1963 S. Marie (Růžena) Nesvadbová, SCM
- 1963–1969 S. Eymarda Muselíková, SCM
- 1969–1987 S. Karmela Důbravová, SCM
- 1987–?? S. Otilie Kaňová, SCM
- ??–2011 S. Kateřina (Anežka) Němcová, SCM
- 2011–2017 S. Václava (Marie) Dudová, SCM
- 2017–2023 S. Markéta (Marie) Husaříková, SCM
- od 2023 S. Kristina (Marie) Jeřábková, SCM